# Jeff Williams (Leichtathlet)
Jeff Williams (eigentlich Jeffrey Williams; * 31. Dezember 1965 in Los Angeles) ist ein ehemaliger US-amerikanischer Sprinter.
1991 gewann er bei den Panamerikanischen Spielen in Havanna Bronze über 100 m, und 1992 holte er beim Leichtathletik-Weltcup in Havanna Bronze über 200 m und siegte mit dem US-amerikanischen Team in der 4-mal-100-Meter-Staffel. 
Über 200 m errang er Bronze bei den Leichtathletik-Weltmeisterschaften 1995 in Göteborg und wurde Fünfter bei den Olympischen Spielen 1996 in Atlanta.
1993 wurde er Englischer Meister über 200 m.

## Persönliche Bestzeiten
- 100 m: 10,02 s, 14. Juni 1996, Atlanta
- 200 m: 19,87 s, 13. April 1996, Fresno
  - Halle: 20,40 s, 18. Februar 1996, Liévin